# Бадді Роуз
Пол Е. Першманн (27 листопада 1952 — 28 квітня 2009) — американський професійний реслер, більш відомий під своїм ринговим ім'ям Плейбой Бадді Роуз (також виступав під ім'ям Кат). Він виступав переважно в AWA, WWF та для промоутера Дона Оуена в Pacific Northwest Wrestling. Член Зали Слави WWE з 2019 року.